# Bolesław Zygmunt Kacewicz
Bolesław Zygmunt Kacewicz (* 19. November 1950 in Warschau, Polen) ist ein polnischer Mathematiker und Hochschullehrer.

## Ausbildung und Beruf
Kacewicz studierte bis 1974 an der Universität Warschau Mathematik, Informatik und Mechanik. Nach seinem Studium arbeitete er dort bis 1998 als wissenschaftlicher Mitarbeiter und stieg bis zum außerordentlichen Professor auf. Er promovierte 1976 bei Andrzej Kiełbasiński und Henryk Woźniakowski mit einer Arbeit zum Thema Informacja całkowa w metodach iteracyjnych und habilitierte sich 1988. 1998 folgte er einem Ruf an die AGH Wissenschaftlich-Technische Universität. Seit 2011 ist er dort Professor für Mathematik und seit 2012 ordentlicher Professor für Angewandte Mathematik.

## Forschungsinteressen
Kacewicz forscht auf dem Gebiet der Informatik, der Numerischen Mathematik und der Komplexitätstheorie.

## Preise, Auszeichnungen
Kacewicz erhielt für seine wissenschaftlichen Leistungen und seine Lehrtätigkeit zahlreiche Preise und Auszeichnungen, darunter von der polnischen Regierung das Goldene Verdienstkreuz, das Ritterkreuz des Ordens Polonia Restituta und die Medaille des Ministeriums für Bildung und Wissenschaft.
Kacewicz gewann 2003 den Best Paper Award des Journals of Complexity für den Artikel How to minimize the cost of iterative methods in the presence of pertubations zusammen mit Markus Bläser mit dessen Artikel On the complexity of the multiplication of matrices of small formats.
Im Jahr 2010 erhielt Kacewicz den internationalen Joseph-F.-Traub-Preis für erreichte Ergebnisse auf dem Gebiet der informationsbasierten Komplexität.

## Veröffentlichungen (Auswahl)
- Asymptotically tight worst case complexity bounds for initial-value problems with nonadaptive information, 2018, Journal of Complexity, Vol. 47
- Complexity of certain nonlinear two-point BVPs with Neumann boundary conditions, 2017, Journal of Complexity, Vol. 38 online
- Efficient solution of IVPs with right-hand sides having discontinuities on an unknown hypersurface, 2015, Appl. Math. Comput. 265
- Complexity of Nonlinear Two-Point Boundary-Value Problems, 2002, Journal of Complexity, Vol. 18 online
- Worst-case conditional system identification in a general class of norms, 1999,  Autom. 35
- Asymptotic error of algorithms for solving nonlinear problems, 1987, Journal of Complexity, Vol. 3 online
- Mit Grzegorz Włodzimierz Wasilkowski: How powerful is continuous nonlinear information for linear problems?, 1986, Journal of Complexity, Vol. 2 online
- Integrals with a Kernel in the Solution of Nonlinear Equations in N Dimensions, 1979, J. ACM 26 online
- Mit Henryk Woźniakowski: A survey of recent problems and results in analytic computational complexity, 1977, Springer, ISBN 978-3-540-08353-5 online